# Rockwell NT-1
Il Rockwell NT-1 "Nova" (Near-Term Optimum Value Aircraft) è un aereo da addestramento progettato negli anni ottanta del XX secolo e rimasto allo stadio di mock-up.

## Storia del progetto
Consapevole di dover sostituire gli addestratori a reazione Cessna T-37 Tweet allora in servizio, nel 1979 l'US Air Force avviò uno studio preliminare, e l'anno successivo emise la specifica NGT (Next Generation Trainer) che fu sottoposta alle industrie aeronautiche. Molte aziende, anche estere, presentarono proposte, e tra di esse vi fu la Rockwell International con il progetto NT-1 Nova (Near-Term Optimum Value Aircraft). La Rockwell stimava che, se selezionato per la produzione nei tempi previsti dall'US Air Force, il primo volo del prototipo dell'NT-1 potesse avere luogo verso la metà del 1983, con l'eventuale produzione iniziale nel 1985 e consegne per la fine di quell'anno. Il mock-up dello NT-1 Nova fu presentato ufficialmente alla stampa il 2 settembre 1980.
Nel 1981 vennero apportate diverse modifiche al disegno originale, aumentando di circa il 20% le dimensioni e il peso dell'NT-1 Nova, per soddisfare i requisiti dell'US Air Force che prevedevano una capacità di crescita del 10% incorporata nel progetto del nuovo addestratore di prossima generazione. I motori originali Williams Research WR-44 da 1.000 lb di spinta sarebbero stati sostituiti da 2 motori Garrett TFE76 nella classe da 1.500 lb di spinta.

## Descrizione tecnica
Aereo da addestramento monoplano, monomotore, biposto. L'ala dritta, era posizionata in posizione bassa, e aveva profilo alare supercritico. La cabina di pilotaggio, pressurizzata, era dotata di posti affiancati per allievo e istruttore. I propulsori erano due turbofan Williams Research WR-44 da 1.000 libbre di spinta, posizionati uno su ciascun lato della fusoliera, sopra e dietro l'ala. Le prese d'aria si estendevano in avanti sul bordo d'attacco dell'ala. Il carrello di atterraggio era del tipo triciclo, anteriore, completamente retrattile.

## Impiego operativo
Tra le tante proposte vennero scelti come finalisti della specifica NGT i modelli Cessna TFT-37D, Rockwell NT-1 e Fairchild FCR-225. Uno dei requisiti principali della specifica NGT era che il nuovo aereo potesse entrare in vite, uscendone facilmente.
Al termine della selezione finale, il 2 luglio 1982 fu dichiarato vincitore il modello Fairchild-Republic FCR-225 e ne fu ordinata la costruzione di 2 prototipi, e due esemplari per le prove statiche con la sigla T-46A. Né del Cessna TFT-37D e né del Rockwell NT-1 fu ordinata la costruzione di alcun prototipo.

### Fonti
1. 1 2 3 4 5 6 7 8  Minijeets.